# Домінік Коен
Домінік Коен (нар. 23 січня 1982) — колишній бельгійський тенісист.
Найвищу одиночну позицію світового рейтингу — 406 місце досяг 4 березня 2002, парну — 324 місце — 24 жовтня 2005 року.

## Фінали ITF Ф'ючерс

### Одиночний розряд: 6 (2–4)
| Результат | В-П | Дата     | Турнір                               | Покриття | Суперник        | Рахунок       |
| --------- | --- | -------- | ------------------------------------ | -------- | --------------- | ------------- |
| Перемога  | 1–0 | Січ 2002 | Франція F2, Анже                     | Ґрунт    | Жером Анке      | 6–2, 6–4      |
| Поразка   | 1–1 | Сер 2003 | Латвія F1, Юрмала                    | Ґрунт    | Даніель Клеменц | 4–6, 6–7(6)   |
| Поразка   | 1–2 | Тра 2004 | Боснія і Герцеговина F2, Округ Брчко | Ґрунт    | Ілія Бозоляц    | 3–6, 6–3, 3–6 |
| Поразка   | 1–3 | Сер 2004 | Італія F22, Рим                      | Ґрунт    | Енді Маррей     | 0–6, 3–6      |
| Перемога  | 2–3 | Жов 2004 | Бельгія F1, Ватерлоо                 | Килим    | Сімоне Болеллі  | 6–2, 6–3      |
| Поразка   | 2–4 | Чер 2006 | Нідерланди F2, Алкмар                | Ґрунт    | Нік ван дер Мер | 4–6, 4–6      |

### Парний розряд: 8 (5–3)
| Результат | В-П | Дата     | Турнір                           | Покриття | Партнер                | Суперники                       | Рахунок          |
| --------- | --- | -------- | -------------------------------- | -------- | ---------------------- | ------------------------------- | ---------------- |
| Поразка   | 0–1 | Лип 2004 | Румунія F9, Балш                 | Ґрунт    | Хуан-Мартін Арангурен  | Габр'єл Морару Горія Текеу      | 0–6, 6–4, 2–6    |
| Поразка   | 0–2 | Лис 2004 | Бельгія F2, Sint-Katelijne-Waver | Тверде   | Д'ялмар Сістерманс     | Жерон Массон Стефан Ваутерс     | 6–3, 1–6, 3–6    |
| Перемога  | 1–2 | Чер 2005 | Нідерланди F1, Алкмар            | Ґрунт    | Стефан Ваутерс         | Деніс Ґремельмайр Філіпп Маркс  | 7–5, 6–1         |
| Поразка   | 1–3 | Лип 2005 | Нідерланди F2, Гергюговард       | Ґрунт    | Яспер Сміт             | Пабло Гонсалес Ніколас Тодеро   | 6–2, 3–6, 2–6    |
| Перемога  | 2–3 | Лип 2005 | Німеччина F8, Дюссельдорф        | Ґрунт    | Євген Корольов         | Тобіас Клеменс Ральф Ґрамбов    | 3–6, 6–2, 6–0    |
| Перемога  | 3–3 | Кві 2006 | Франція F7, Анже                 | Ґрунт    | Євген Корольов         | Раміз Джунейд Джозеф Сіріанні   | 6–2, 6–4         |
| Перемога  | 4–3 | Чер 2006 | Нідерланди F2, Алкмар            | Ґрунт    | Жонатан Даньєр де Вейї | Романо Франтзен Нік ван дер Мер | 6–1, 2–6, 7–6(5) |
| Перемога  | 5–3 | Лип 2006 | Нідерланди F3, Гергюговард       | Ґрунт    | Робін Гаасе            | Мартін Еммріх Свен Свіннен      | 2–6, 6–3, 6–3    |